# Pèirafita de Rasés
Pèirafita de Rasés (en francès Peyrefitte-du-Razès) és un municipi francès situat al departament de l'Aude i a la regió d'Occitània.